# Skik
Skik betyder tradition eller sædvane, dvs. den måde, man plejer at handle på i et samfund eller i en gruppe mennesker. Betegnelsen bruges mest om ritualer: Her i landet er det skik at fejre jul med gaver den 24. december og nytår den 31. december.
En "glemt" skik er behøvling, som snedkere foretog, for at en lærling kunne blive en brugbar, zünftig, svend.[kilde mangler]